# Mostéfa Boumezrag
Si-Mostéfa Boumezrag (en arabe : مصطفى بومزراق) ou Mustapha Bou Mezrag ("l'homme au Javelot"), mort à Alexandrie (Égypte), est un homme politique et chef militaire de la régence d'Alger, bey du Titteri de 1819 à 1830.
De juin à novembre 1830, il résiste pendant cinq mois au corps expéditionnaire français au début de la conquête de l'Algérie par la France.

## Biographie

### Origines et carrière jusqu'en 1830
En 1819, Hussein Dey, dey de la Régence d'Alger de 1818 à 1830, nomme Mostéfa Boumezrag à la tête du beylik du Titteri, province dont le chef-lieu est Médéa. La Régence d'Alger comporte deux autres beyliks, ceux d'Oran et de Constantine.

### Les débuts de la résistance
Après l'attaque française à Alger en juin 1830, Mostéfa Boumezrag affronte avec combativité les troupes françaises. Après la capitulation du dey à Alger, Mostéfa se réfugie à Médéa avec ses troupes issues des Douairs, et prend le titre de pacha. Il réorganise ses Douairs en de redoutables cavaliers[réf. à confirmer]. Il constitue une cour, nomme un trésorier (khaznadji) et un agha pour battre la monnaie.

### Le conflit avec Ahmed Bey
Tandis que le bey d'Oran cesse très tôt le combat, celui de Constantine, Ahmed Bey (Hadj Ahmed), poursuit la lutte (il ne fera sa reddition qu'en 1848, après l'émir Abd el-Kader).
Mostéfa Boumezrag demande alors à Ahmed Bey de lui envoyer des cavaliers, de l'argent et des munitions pour continuer la guerre sainte. Celui-ci dépêche deux messagers pour lui signifier qu'il n’avait à attendre de lui ni servitude, ni contributions. En réponse, Mostéfa lui envoie le diplôme de dey de Constantine, accompagné du caftan (vêtement porté par les notables et par les généraux victorieux à l'occasion de festivals religieux). Ahmed tranche la tête d'un des deux messagers et dit au second « Je te laisse la vie, afin que tu ailles dire à ton maître comment j’ai reçu son message ». La guerre entre les deux hommes est consommée.
Boumezrag proclame la destitution d'Ahmed, et nomme à sa place Ibrahim-Bey gendre du cheikh El-Arab Ferhat-ben-Said, chef de tous les territoires sahariens, surnommé le « serpent du désert ». Sous la menace des clans, le bey de Constantine nomme son oncle Ben-Gana, agha des populations du désert et des oasis. Ferhat-ben-Said repousse Ben-Gannah, qui demande Ahmed-Bey d'intervenir pour le soutenir. À la suite de longs combats, Ferhat-ben-Said est obligé de demander du secours au duc de Rovigo (Savary), ‘
Ferhat-ben-Said et Ibrahim-Bey campent devant les murs de Constantine avec plusieurs milliers de combattants. Mais Ahmed Bey réussit à corrompre les principaux cheikhs des populations d'Ibrahim, qui obligent celui-ci à prendre la fuite, accompagné de quelques cavaliers, jusqu'à la régence de Tunis. Peu de temps après, Ferhat-ben-Said de retour à Médéa, est assassiné dans sa demeure, sans doute par un tueur à gages aux ordres du bey de Constantine.

### La défaite
Malgré cet échec, Boumezrag refuse toujours de reconnaître la suprématie de la France et continue de prôner la guerre, envoyant des hommes combattre dans la région d'Alger, où règne une grande insécurité. Le général Clauzel, commandant des troupes françaises en Algérie à partir d'août 1830, lance en novembre une expédition vers Blida, puis Médéa ; la ville est prise le 22 novembre ; Boumezrag réussit à la quitter avant d'être pris.

### La reddition
Après la reddition de Médéa, Mustapha Boumezrag, seul et sans soutien, ne sachant plus où se réfugier, et craignant de tomber entre les mains des populations sahariennes aux mains d'Ahmed-Bey, se rend le 3 novembre 1830, accompagné de sa famille, de son fils Si-Ahmed-Ould el bey Bou-Mezrag, futur agha du Dirah supérieur, et de son agha, auprès du général Clauzel. Le général français le retient prisonnier, avec les égards dus aux chefs militaires de son rang, ainsi qu'à sa suite. Le bey de Titteri est transféré avec sa famille et sa suite en France, puis est autorisé à se rendre à Smyrne.

### Le beylik du Titteri après Mostéfa Boumezrag
Après la prise de la ville, un Maure d'Alger, Mustapha-Ben-Omar, est nommé bey. Malgré la présence d'une garnison française, Médéa est attaquée par les montagnards dès le départ du gros des troupes. Dès la fin du mois, Clauzel envoie une colonne de renfort pour le secourir.
En juin 1831, une nouvelle expédition est envoyée à Médéa par le commandant en chef Pierre Berthezène, contre la rébellion menée par un fils de l'ancien bey, Oulid Boumezrag. Faute d'avoir pu soumettre les insurgés, il est décidé d'abandonner Médéa et Mustapha-Ben-Omar revient à Alger.
La ville devient un enjeu entre Ahmed Bey et le sultan du Maroc, Mulay Abderrahmane[réf. nécessaire], qui occupe le beylik jusqu'en 1833. Sur la protestation de la France, il accepte d'évacuer, mais Hadj-Ahmed profite de son retrait et envoie son lieutenant Mohammed Kadji, guerrier apprécié par de nombreux habitants, occuper le poste de bey.
Homme de confiance du bey de Constantine, ses propres concitoyens désabusés des soumissions et servitudes exigées par Hadj-Ahmed, entament des négociations avec la France, pour s'en libérer. Ces négociations n'auront aucune suite.

## Personnalité et caractère
Dans le livre édité par l'historien Léon Galibert, Boumezrag est décrit ainsi :

« Boumezrag était un homme de moyenne taille, assez replet, âgé d'environ soixante ans, d'une belle figure encadrée dans une magnifique barbe blanche; son regard était vif et sévère, son caractère hautain et irascible.  »

## Une poésie populaire de Kabylie
| Texte original (Kabyle)                                            | Transcription berbère (latine)                                                                | Traduction |
| ------------------------------------------------------------------ | --------------------------------------------------------------------------------------------- | --- |
| لغَ بُمَزْرَاگْ لَفْحَلْ وُرْنَسْعِ لَبْخَلْ وُرْيَلِّ حَدْ أَنِّگَسْ أَڢْكَانْتْ إِلْجَاهَلْ يَدَّ ذَمَرْهُونْ غُرَسْ | Laɣa Bumeẓṛag lefḥel Ur nesɛi lebxel Ur yelli ḥed nniges Fkant i ljahel Yedda d amarhun ɣureṣ | L'agha Bou-Mezrag, le mâle guerrier qui ne connaissait pas la paresse n'avait personne au-dessus de lui. Ils l'ont livré au païen qui l'a retenu en otage |